# Каза Маскандола (Пјаченца)
Каза Маскандола је насеље у Италији у округу Пјаченца, региону Емилија-Ромања.
Према процени из 2011. у насељу је живело 51 становника. Насеље се налази на надморској висини од 296 м.